# Z33

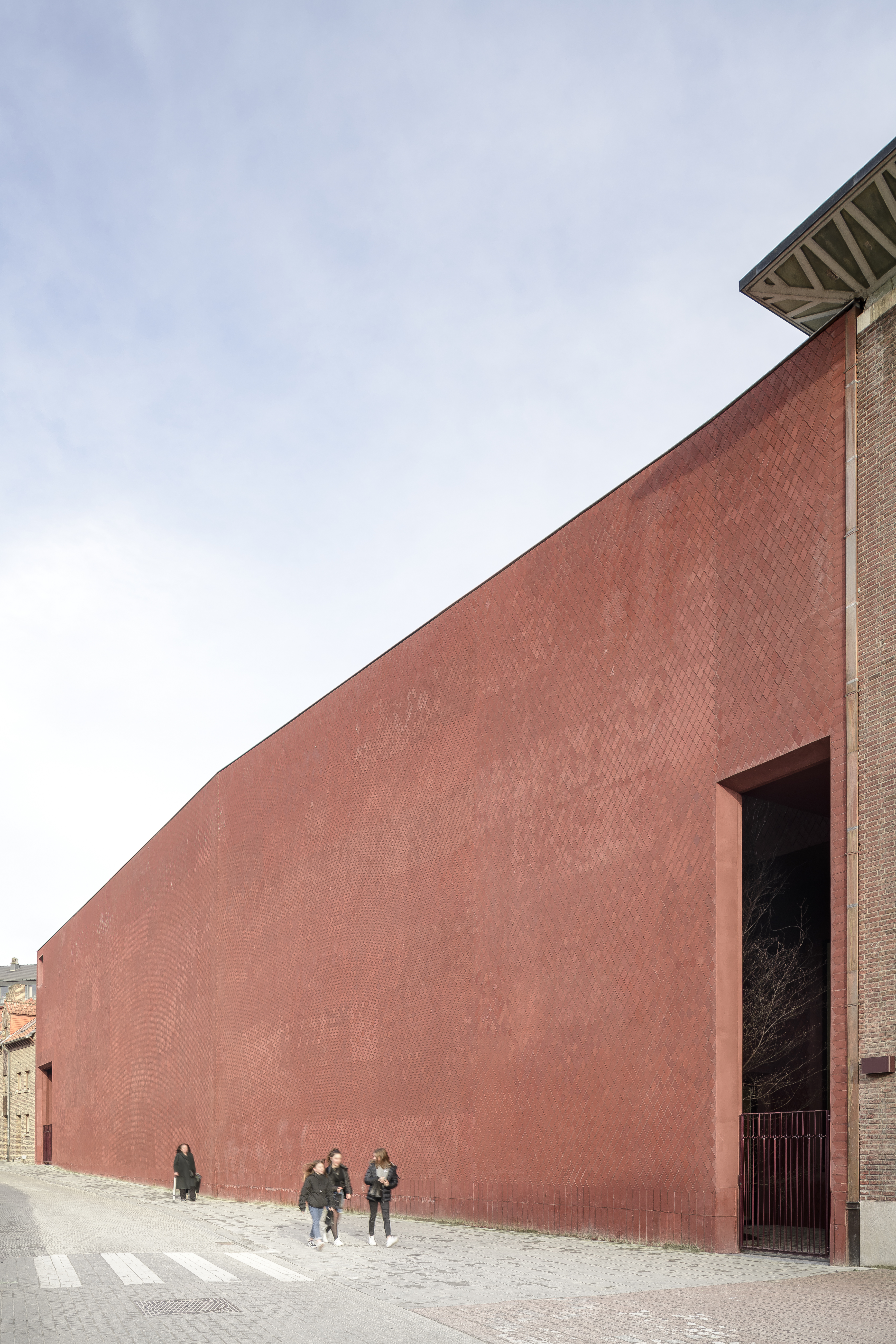
Hasselt, Z33 Huis voor Actuele Kunst, Design en Architectuur, zicht op voorgevel. Foto door Olmo Peeters

Z33 is een kunstinstelling in Hasselt die kunst, design en architectuur verbindt met maatschappelijke thema’s. Z33 presenteert zich als een Huis voor actuele kunst, niet als een museum. Z33 initieert, produceert en toont tijdelijke tentoonstellingen, zonder een permanente collectie. Hier vormen de grensgebieden tussen actuele kunst en vormgeving het uitgangspunt. De artistieke tentoonstellingsprojecten die Z33 creëert en presenteert, duiden maatschappelijke ontwikkelingen en wetenschappelijke fenomenen.

## Geschiedenis
Z33 staat voor Zuivelmarkt 33, het adres van het poortgebouw van het Begijnhof Hasselt dat sinds 1938 provinciaal eigendom met  een culturele functie. Van 1946 tot 1979 was de Limburgse provinciale bibliotheek er gehuisvest en sinds 1959 zijn er ook tentoonstellingsruimten. Doorheen de jaren kende de site verschillende benamingen, deelorganisaties en werkingen waaronder de Commissie voor Kunstambachten, het Provinciaal Museum en het multidisciplinaire Centrum voor Kunsten-Begijnhof. In 1996 smelten deze laatste twee instellingen samen tot het Provinciaal Centrum voor Beeldende Kunsten (PCBK). 

### Huis voor Actuele Kunst
In 2002 groeit hieruit Z33, Huis voor Actuele Kunst. Vanaf dan brengt het kunstencentrum actuele kunst en vormgeving samen in thematische projecten, met presentaties in de begijnhuisjes en het modernistisch tentoonstellingsgebouw Vleugel 58. Als kunstinstelling zonder vaste collectie, profileert het huis zich met tentoonstellingen van hedendaagse kunst en kritisch design. Daarbij focust het huis zich op tentoonstellingen rond maatschappelijke thema’s, met zowel artistieke als wetenschappelijke partners en het middenveld. Het biedt een platform aan kunstenaars en ontwerpers die op het punt van hun doorbraak staan, dit met FORMAT (het vroegere Toegepast), een talentontwikkeling project en met solotentoonstellingen te maken. Vanaf 2008 legt de organisatie zich ook toe op kunst in de open ruimte, met de Reading between the lines doorkijkkerk als bekendste realisatie.
Sinds 2006 wordt de werking van Z33 structureel ondersteund door de Vlaamse Gemeenschap binnen het Kunstendecreet. De middelen van de Vlaamse Gemeenschap maken een bovenlokale artistieke werking en publiekswerking mogelijk. Z33 ontvangt ongeveer 30.000 bezoekers op jaarbasis.
Daarnaast speelt de artistieke werking vaak in op internationale platformen en biënnales. Naast de regelmatige presentatie van haar werking op de design week in Milaan, haalt Z33 in 2012 Manifesta 9 naar Vlaanderen. Daarnaast trad het huis op als curator van o.a. de Design Biënnale van Ljubljana (2014) en Istanbul (2018). Dankzij de steun van de Provincie Limburg en de Vlaamse Gemeenschap groeit Z33 uit tot een kunstinstelling met internationale erkenning.

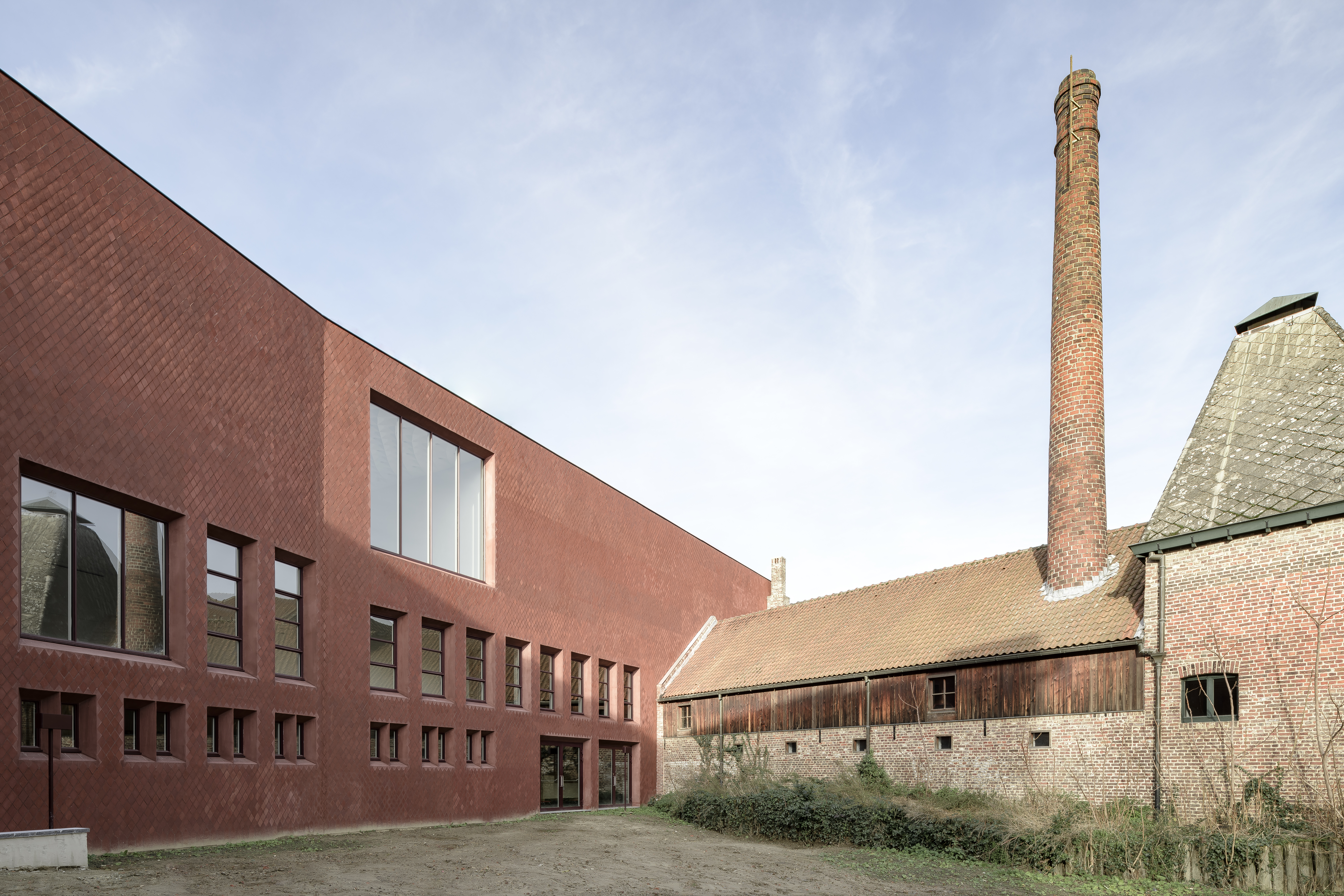
Hasselt, Z33, zicht vanuit het begijnhof. foto door Olmo Peeters

Op 1 januari 2018 ondergaat Z33 een transformatie. Als gevolg van de interne Vlaamse staatshervorming is de Provincie Limburg niet langer bevoegd voor cultuur. Z33 wordt een zelfstandige vzw met eigen personeel, die nu ook zelf verantwoordelijk is voor voormalige provinciale taken. Bovendien neemt Z33 als Huis voor Actuele Kunst, Design & Architectuur de taken van vier kleinere organisaties op zich: Cultuurplatform Design, vzw Kunst in Open Ruimte, Platform Kunst in Limburg en vzw KOPIJ.

### Nieuw gebouw

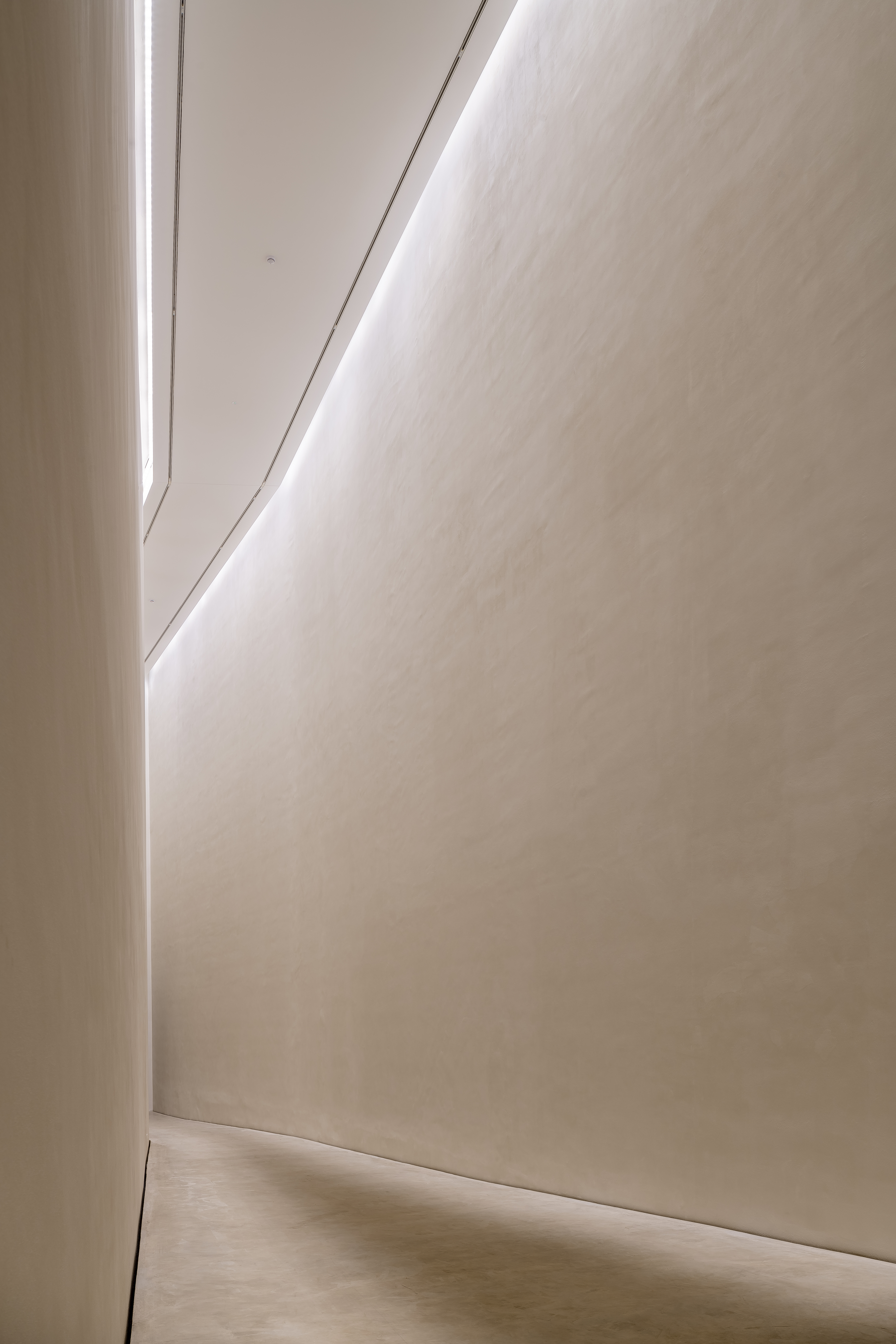
Hasselt, Z33, zicht op tentoonstellingsruimte. Foto door Olmo Peeters

Op 20 januari 2020 werd Adinda Van Geystelen artistiek directeur. Het hoofdstuk in de begijnhuisjes werd afgesloten en Z33 verhuisde naar Bonnefantenstraat 1. Het bestaande tentoonstellingsgebouw werd gerenoveerd tot Vleugel 58 met aansluitend daarop een nieuwe Vleugel 19 langs de Bonnefantenstraat. Beide vleugels vloeien samen tot één gebouw van 4.600 m² met ruimte voor drie tot vier gelijktijdige tentoonstellingen. De nieuwe vleugel van de Italiaanse architecte Francesca Torzo krijgt internationale belangstelling met de Piranesi Award (2018), de Italiaanse Architectuurprijs (2020), de Moira Gemill Prize of Emerging Architecture (2020) en een nominatie voor de longlist van de Mies van der Rohe Award 2022. Omwille van de coronapandemie kent het nieuwe programma van Z33 pas een echte doorstart vanaf 21 mei 2020.
Torzo ontwierp een sober en ingehouden gebouw dat zich inpast in het historisch stadsweefsel. Die connectie met het verleden, de bestaande structuren, de materialen en de aandacht voor het ambacht, zijn essentieel. De buitenkant van ruitvormige bakstenen sluit aan bij de baksteenarchitectuur van zowel het bestaande tentoonstellingsgebouw Vleugel 58, van architect Gustaaf Daniëls als het aangrenzende begijnhof. Beide vleugels zijn verschillend maar vullen elkaar aan en vormen een geheel en passen als een puzzelstuk tussen het Jenevermuseum en de historische begijnhofsite. In het nieuwe ontwerp is het centrum bereikbaar via de Bonnefantenstraat en geeft uit op de heringerichte begijnhoftuin. Het geheel is begroot voor 8,5 miljoen euro.
Het interieur bestaat uit een cluster van verrassende ruimtes die lichtrood kleuren bij zonneschijn. De afschuining van de muren aan de doorgangen bedragen 58 graden met een verwijzing naar het bestaande gebouw genoemd Vleugel 58. De plafonds van verschillende ruimtes hebben een diamantvormig patroon dat zorgt voor de juiste akoestiek. De bezoeker ondergaat het gebouw met al zijn zintuigen. Ook de variatie in tentoonstellingsruimtes speelt daarin mee: de ene kamer heeft geen daglicht, de ander is hoog en smal, de volgende is juist groot en breed, met zicht op de tuin.

## Kunst in open ruimte
Qua kunstprojecten in de open ruimte heeft Z33 een doorstart kunnen maken met het project Kunst aan de Maas. Na de twee eerdere projecten in de open ruimte (Pit in Borgloon en de Unie Hasselt-Genk) voorzien ze tegen 2024 de realisatie van kunstwerken in vijf Maaslandse gemeenten (Lanaken, Kinrooi, Maasmechelen, Maaseik en Dilsen-Stokkem) op de grens met Nederland. Net als Pit en de Unie Hasselt-Genk heeft Kunst aan de Maas de ambitie om verhalen die in het landschap besloten liggen zichtbaar te maken met kunstwerken die vormelijk en inhoudelijk aansluiten bij hun omgeving. Daarnaast is stedelijke verankering een focus met o.m. de muurschildering I was here van Pavel Balta in de Hasseltse wijk Ter Hilst en het sociale sculptuur The Play van Ief Spincemaille in Genk. Tot slot ontwikkelden ze de artistieke wandeling Trans & form, hit & run van David Helbich in Hasselt.
In 2020 kreeg Z33 Europese subsidies toegekend voor het project Wanderful.stream, een vierjarig interdisciplinair innovatietraject rond reststromen van KMO’s in de Euregio. In dit project werken designers, ingenieurs en economen samen aan een meer circulaire economie.

## Tentoonstellingen
Tweemaal per jaar werkt Z33 een maatschappelijk thema uit in een tentoonstelling met omkaderend programma. Naast aandacht voor de verbeelding van een beeldend kunstenaars is er ook aandacht voor toegepaste en concrete oplossingen van vormgevers en architecten. Enkele tentoonstellingen uit het verleden zijn:
- Frederic Geurts (2009)
- Philip Metten (2010)
- Kris Verdonck (2011)
- Mind The System, Find The Gap (2012)
- Space Odyssey 2.0 (2013)
- Sarah & Charles (2013)
- Leon Vranken (2014)
- Konstantin Gric (2015)
- Perpetual Uncertainty (2017)
- Tomás Saraceno (2017)
- Toegepast (2017)
- The Work of Time (2020)
- The Time of Work (2020)
- Palms, Palms, Palms (2021)
- Le Déracinement (2021)
- In the Eye of the Storm (2022)
- Mae-ling Lokko (2022)
- Please do Touch van Lore Langendries (2022)
- Fitting In (2022)
- Composite Presence (2022)
- Leaps of Faith (2024)
- Modelling Life (2025)
- The Wet Wing door Daniel Dewar en Grégory Giqcuel (2025)
- Super Palace door Lucy McKenzie (2025)